# Ángel Edelman
Ángel Edelman (Colonia San Antonio, departamento Villaguay, Entre Ríos, 1893 - Neuquén, 1967) fue un abogado argentino, primer gobernador de la Provincia del Neuquén, en el año 1958. Hasta la actualidad, ha sido el único gobernador electo de Neuquén en renunciar a su cargo, y en no haber completado al menos un mandato constitucional.

## Biografía
Realizó sus estudios en el Colegio Nacional de Concepción del Uruguay. Junto a su padre José Edelman —un inmigrante rumano de origen judío que fue dueño de una imprenta, y fundador del diario Neuquén, junto con Abel Cháneton— llegó al Territorio Nacional del Neuquén en 1904, ejerciendo primeramente como periodista en el diario dirigido por su padre.
Posteriormente hizo una carrera en el poder judicial: entre 1913 y 1918 fue auxiliar del Juzgado Letrado de Neuquén, de 1918 a 1921 fue juez de paz de Chos Malal. Más tarde fue concejal de la ciudad de Neuquén por la Unión Cívica Radical. En 1932 fundó el periódico La Cordillera. A partir de la muerte de su padre, en 1926 fue también director del diario Neuquén. Se jubiló como abogado y como periodista en 1948, durante la presidencia de Juan Domingo Perón, de quien era un decidido opositor.
Fue miembro de la Convención Constituyente provincial en 1957 y acompañó a Arturo Frondizi en la creación de la Unión Cívica Radical Intransigente. Fue elegido gobernador en febrero de 1958 y asumió el cargo en mayo del mismo año, acompañado de Alfredo Asmar como vicegobernador.
Su gestión estuvo orientada a la creación de las instituciones provinciales, entre ellas, la Legislatura, varias municipalidades, las reparticiones públicas, los archivos provinciales y la Policía de la Provincia. Durante su gestión se transfirieron todos los terrenos nacionales en el ex Territorio Nacional del Neuquén.
A fines de marzo de 1959 surgió una seria enfermedad que aquejaba al gobernador, de modo que dejó el gobierno el día 5 de abril a su vicegobernador. Terminaría renunciando al cargo el 24 de marzo de 1961, y Asmar asumió el cargo como gobernador titular el 26 de agosto.
Falleció en la ciudad de Neuquén en el año 1967.